# Historien om Johannes Lind
Historien om Johannes Lind er en dansk dokumentarfilm fra 1975 instrueret af Hans-Henrik Jørgensen.

## Handling
Johannes Lind kan ikke længere klare sit husmandssted uden at skaffe sig anden indtægt ved arbejde i en større industrivirksomhed. Det uvante arbejde ved stansemaskinen går imidlertid trægt, og arbejdskammeraterne ved samlebåndet bliver utilfredse, fordi det går ud over fællesakkorden. Også værkføreren forlanger tempoet sat op. Lind slækker en anelse på sikkerheden; nu går det godt, og han tjener gode penge. Men en dag går det galt.